# Rosa Clemente
Pour les articles homonymes, voir Clemente.
Rosa Clemente, née le 18 avril 1972 à New York, est une femme politique américaine, membre du Parti vert.
Elle est la colistière de Cynthia McKinney lors de l'élection présidentielle de 2008.